# Демар Дерозан
Демар Дарнел Дерозан (енгл. DeMar Darnell DeRozan; Комптон, Калифорнија, 7. август 1989) амерички је кошаркаш. Игра на позицијама бека и крила, а тренутно наступа за Сакраменто кингсе.

## Каријера
Дерозан је провео једну сезону (2008/09) на Универзитету Јужна Калифорнија, где је наступао за екипу УСК троџанса.
На НБА драфту 2009. одабрали су га Торонто репторси као 9. пика.
Са кошаркашком репрезентацијом Сједињених Америчких Држава освојио је златну медаљу на Светском првенству 2014.

## Успеси

### Репрезентативни
- Олимпијске игре:  2016.
- Светско првенство:  2014.

### Појединачни
- НБА ол-стар меч (6): 2014, 2016, 2017, 2018, 2022, 2023.
- Идеални тим НБА — друга постава (2): 2017/18, 2021/22.
- Идеални тим НБА — трећа постава (1): 2016/17.